# Dark Savior
Dark Savior (ダークセイバー) est un jeu vidéo de type action-RPG/Plates-formes développé par Climax Entertainment sur Sega Saturn. Il est sorti au Japon et en Amérique du Nord en 1996 puis en Europe en 1997. Le jeu est souvent considéré comme la suite spirituelle de Landstalker de par certains points communs dans le gameplay et le scénario. Cependant il se démarque aussi nettement des jeux de son genre avec son système de combat en duels et l'exploitation de la théorie des univers parallèles.

## Synopsis
Bilan, la créature malfaisante qui terrorisait la population, vient enfin d'être arrêtée grâce à l'action d'une équipe de chasseurs de primes spécialement formée pour l'occasion. Reste à l'escorter jusqu'à son lieu d'exécution, l'île du Geôlier, où le monstre a été condamné à la cryogénisation à perpétuité. Bien que n'ayant pas été tiré au sort pour cette tâche dangereuse Garian tient à y assister pour raison personnelle et se fait accompagner par Jack, un oiseau-serpent envoyé par l'Association. Durant le voyage il fait un rêve étrange où le monstre s'échappe et où il rencontre une mystérieuse femme ninja à la rose bleue. C'est justement une rose bleue qu'il a la surprise de découvrir à son réveil dans son carnet de chasseur de primes. À peine commence-t-il à en discuter avec Jack que l'alarme retentit : Bilan vient de s'échapper de sa cage...

## Les parallèles
Selon le temps que mettra Garian sur le navire à rejoindre la cabine du capitaine les évènements futurs divergeront grandement. Il existe dans le jeu cinq “parallèles” qui présentent plusieurs scénarios et dénouements différents :
- Parallèle I (plus de 4 min 30) : Garian arrive trop tard pour arrêter Bilan qui massacre l'équipage et quitte le navire en prenant étrangement la direction de son lieu d'exécution. Seul survivant, le joueur accoste l'île-prison grâce au pilote automatique et décide de s'y infiltrer pour poursuivre le monstre. Une course poursuite qui sera sanglante à cause d'une irrattrapable longueur de retard...
- Parallèle II (entre 3 min 30 et 4 min 29) : Garian arrive juste à temps pour sauver le capitaine et affronter Bilan. Le joueur a alors la possibilité d'éliminer immédiatement son grand ennemi...et découvrir comment réparer un des derniers méfaits de celui-ci. Ce parallèle se concentre sur les intrigues de l'île et beaucoup d'évènements incompréhensibles du parallèle I y trouvent leur explication. Il mène à la fin la plus heureuse avec une cinématique spéciale.
- Parallèle III (moins de 3 min 30) : Garian devance le monstre au point de lui fermer certains accès. Bilan s'échappe mais accostera l'île à un endroit différent du parallèle I... Les intrigues de l'île s'en trouveront chamboulées.
- Parallèle IV : il s'agit en fait de la suite directe du parallèle III car les deux parallèles se croisent. C'est ici qu'apparait le Dark Savior et que sont suggérées les implications les plus inquiétantes de l'histoire.
- Parallèle V (entre 3 min 30 et 4 min 29) : si Garian perd son combat contre Bilan au début du parallèle II il est envoyé dans une zone hors du temps, le Marathon de la Mort. Le challenge proposé consiste à y affronter dix adversaires issus des autres parallèles, sans temps mort. En récompense le joueur peut voir la cinématique de fin du parallèle II et un mode 2 joueurs devient accessible pour le Marathon.

À la fin de chaque parallèle Garian se réveille à nouveau dans sa cabine à bord du Seabandits avant l'évasion de Bilan. Lui restent seulement le vague souvenir d'un rêve et la rose bleue dans son portefeuille... Le joueur peut alors tenter d'accéder à un nouveau parallèle.

## Les personnages

### Garian
Ryu-Ya en VO. Un chasseur de primes froid et solitaire bien qu'il ne semble pas conscient de cette image. Il est originaire de Rajeen où il a été élevé dans un orphelinat avec son jeune frère ; mais tandis que ce dernier a entamé une brillante carrière d'officier Garian s'est dirigé vers un métier moins considéré. Un duel à mort l'a opposé à son meilleur ami à la suite d'une manipulation de Bilan durant l'opération de capture et depuis il souhaite assister en personne à l'exécution du monstre. Il a la capacité de « capturer » son adversaire à la fin d'un duel afin de le faire combattre à sa place plus tard.

### Jack
Il fait partie de la très intelligente race des oiseaux-serpents qu'emploie l'Association des chasseurs de primes à des fins logistiques. Bien que parfois considéré par les chasseurs comme un « espion de l'Agence » il sera d'une grande aide pour Garian par ses capacités d'observation et d'analyse. En échange de points de prime il pourra également lui éviter des combats et le tirer des faux-pas. En cela il a rôle proche de Friday dans Landstalker.

### Kay
Koyuki en VO. Une jeune ninja de Lavian, un pays rival de Rajeen. Elle est en mission d'infiltration sur l'île du Geôlier, ancien territoire Lavian, mais semble également être présente pour des raisons personnelles. Son destin et ses rapports avec Garian changeront grandement selon le parallèle vécu. La rose bleue que Garian trouve dans son portefeuille, symbole de Lavian, vient d'elle.

### Kurtliegen
Le directeur tyrannique de l'île du Geôlier. Sa famille occupait depuis deux générations le poste de gouverneur avant que des revers de fortune ne les obligent à transformer leur île en prison. Il est depuis lors obsédé par l'ambition de retrouver son ancienne condition.

### Bilan
Villain en VO. Le monstre légendaire redouté dans le monde entier. On dit qu'il est tombé du ciel voici plusieurs siècles et qu'il se déchaîne au passage de la comète qui l'aurait amené sur Terre. Sa présence s'accompagne toujours d'un fort climat de terreur et de paranoïa à cause de sa capacité à imiter parfaitement l'apparence et le comportement de ceux qu'il rencontre. Son corps d'apparence insectoïde avec ses six bras en forme de faux est à moitié composé d'ectoplasme dans lequel il noie ses proies pour absorber leur énergie.

### Le Dark Savior
Les criminels capables de voir à travers les parallèles l'appellent le Messie Noir. Ils l'attendent comme étant celui qui pourra leur apporter un monde de chaos où ils règneront en maîtres.